# CHAOTIC BELL
「CHAOTIC BELL」は、2008年6月11日に発売されたAngeloの3枚目のシングル。

## 概要
主宰レーベル「Eastlink Records」から発売された。
初回限定盤には「CHAOTIC BELL」のミュージッククリップが収録されている。

## 収録曲

### CD
1. CHAOTIC BELL
2. SIGN
3. 結晶